# Stazione di Ora
Stazione di Ora vasútállomás Olaszországban, Trentino-Alto Adige régióban, Ora településen.

## Vasútvonalak
Az állomást az alábbi vasútvonalak érintik:
- Brenner-vasútvonal

## Kapcsolódó állomások
A vasútállomáshoz az alábbi állomások vannak a legközelebb: 
- Stazione di Bronzolo
- Stazione di Egna-Termeno
- Stazione di Ora (FEVF)